# NGC 1915
NGC 1915 est une entrée du New General Catalogue qui concerne un corps céleste perdu, ou inexistant dans la constellation de la Dorade. Cet objet a été enregistré par l'astronome britannique John Herschel le 2 janvier 1837.